# Jubilee (diament)

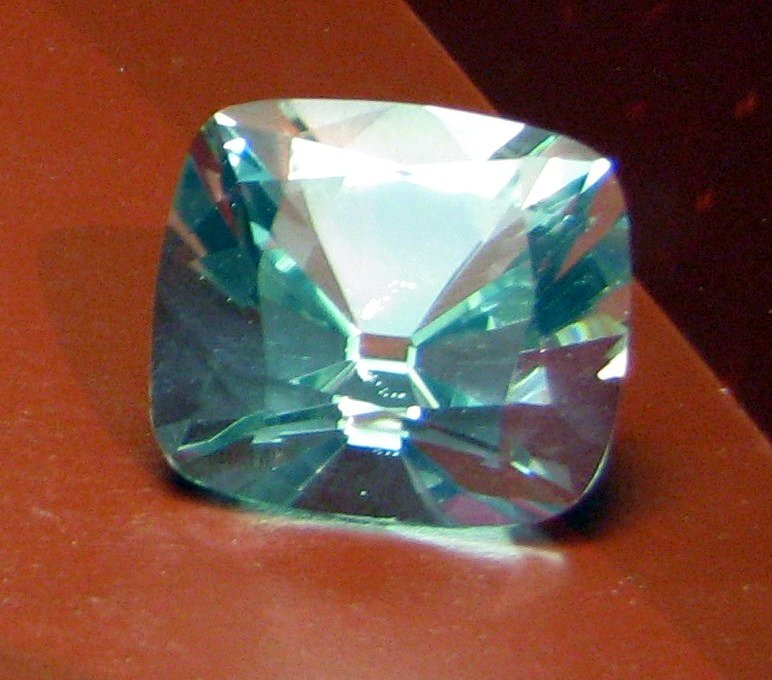
kopia diamentu Jubilee

Jubilee (Diament Jubileuszowy) – szczególnie duży (650,8 kr.) diament południowoafrykański. Został wydobyty w kopalni Jagersfontein w 1895.
Pierwotnie został nazwany Reitz, dla uczczenia prezydenta Wolnego Państwa Orania Francisa Williama Reitza. Został oszlifowany w jubileuszowym, 60. roku panowania królowej Wiktorii (1897). Z tej okazji nadano mu nazwę Jubilee. Po oszlifowaniu wielkość jego została zmniejszona do 245 kr.